# Ole Bouet
Ole Peter Bouet (25. marts 1879 i København – 27. februar 1958) var en dansk politiker.
Ole Bouet var søn af skibsfører L.S.C Bouet (død 1904) og hustru Christine f. Sørensen (død 1901). Han kom i lære hos Burmeister & Wain, tog maskinisteksamens 1. og 2. del samt tillægsprøve i elektroteknik, var i 1½ år på ophold i Sankt Petersborg. Han blev maskinfører ved Københavns Vandværk 1902, maskinmester ved samme 1906 og var værk- og maskinmester ved Valby Gasværk 1907-1948.
Bouet var aktiv i foreningsarbejdet og var arbejdsviceformand for Maskinmestrenes Forening 1908-12 (i bestyrelsen fra 1906), blev formand for Fællesrepræsentationen for danske Arbejdsleder- og tekniske Funktionærforeninger 1910-56, derefter æresmedlem, medstifter af Nordisk Arbejdslederunion og medlem af dennes ledende råd 1922-54, unionens ærespræsident 1954 samt æresmedlem af Sveriges Arbetsledareförbund fra 1922 og af Norges Arbejdslederforbund fra 1930.
Samtidig var Bouet konservativ politiker: Han var medlem af Borgerrepræsentationen 1921-33 og 1937-40, rådmand i Magistratens 3. afdeling 1940-46, medlem af Folketinget 1924-29, 1932-35 og 1939-44 og derefter af Landstinget 1944-53. Han var desuden næstformand for Den konservative Vælgerforenings 14. kreds 1919, formand 1925-56 og medlem af samme forenings repræsentantskab fra 1919 og af dens hovedbestyrelse fra 1920 og medlem af Det Konservative Folkepartis hovedbestyrelse 1931-45. 
Bouet var tillige redaktør af Tidsskrift for Maskinvæsen 1911-18, af Maskinmesteren 1918-24 og han redigerede Haandbog for Maskinmestre (1. udg. 1917) og skrev: Den tekniske Funktionærstands Udvikling (1935). Han var medlem af forretningsudvalget for Københavns kommunale Vælgerforening 1917-20 og 1934-37, medlem af bestyrelsen for A/S Pensionsforsikringsanstalten fra 1917 og af sammes kontrolråd og forretningsudvalg fra 1920 samt af bestyrelsen for Københavns Almindelige Boligselskab fra 1920, næstformand for Danmarks Arbejdslederinstitut 1948-56. Han var Kommandør af Dannebrog og Dannebrogsmand.
Han var medlem af Komitéen til belysning af statsmonopoler 1919, af Aldersrentekommissionen af oktober 1922 til 1926, af Funktionærudvalget af 1923 til 1929, af Arbejdskommissionen af 5. maj 1925 til 1927 og af udvalget af 20. juli 1934 til bearbejdelse af forslag til lovgivning ang. pensionskasser til 1935; formand for Funktionærforeningens socialpolitiske udvalg 1923-30, medlem af Pristalsnævnet af 1948, 1952-56, af Kommissionen af 10. februar 1950 vedr. funktionærers og arbejderes ret til de af dem gjorte opfindelser, fra 1951, medlem af Udvalget ang. spiritus- og gærordningen fra 1952 og af Arbejdsnævnet vedr. arbejdsløshedsforsikring 1952-54.
Ole Bouet blev gift 1. gang 9. juli 1903 med Ida B., f. 19. november 1885 i København., død 1929, datter af fabrikant S. Nielsen (død 1909) og hustru Trine f. Bendt (død 1904), 2. gang 2. maj 1937 med Bente B., f. 30. november 1905, datter af fhv. gårdejer P. Eriksen og hustru Kirstine f. Nielsen.